# Pieter Baltens

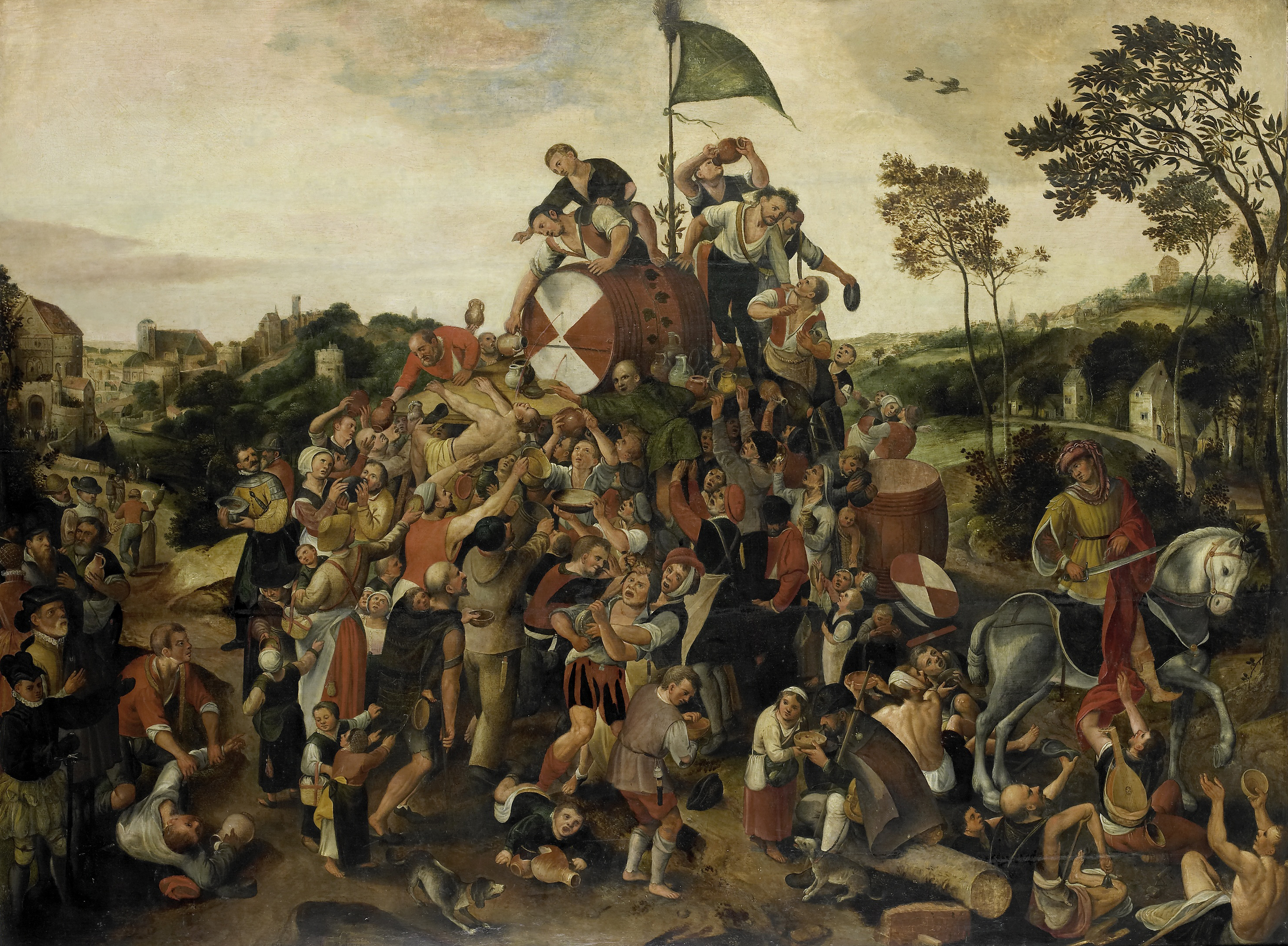
Sint Maartenskermis (Sankt Martins Messe): Gemälde (Öl auf Holz) von Pieter Baltens

Pieter Baltens (* ca. 1527 in Antwerpen; † 1584 in Antwerpen) war ein flämischer Maler, Stecher und Dichter. Er malte Landschaften in Peter Breugels Manier: Jahrmärkte, Kirchweihen und Gesellschaftsstücke.